# James Edwin Belser
James Edwin Belser (* 22. Dezember 1805 in Charleston, South Carolina; † 16. Januar 1859 in Montgomery, Alabama) war ein US-amerikanischer Rechtsanwalt und Politiker (Demokratische Partei).

## Werdegang
James Edwin Belser besuchte bis 1820 eine öffentliche Schule. Zu jener Zeit zog seine Familie in den Sumter District (South Carolina), wo ihn weiter ein Privatlehrer unterrichtete. Belser zog 1825 nach Alabama und ließ sich in Montgomery nieder. Er studierte Jura und fing nach seiner Zulassung zum Anwalt dort an zu praktizieren. In der nachfolgenden Zeit wurde er zum Clerk am Amtsgericht gewählt. Er war 1828 Mitglied im Repräsentantenhaus von Alabama. Darüber hinaus wurde er im gleichen Jahr zum Solicitor im Montgomery County ernannt, eine Stellung, in die er später gewählt wurde. Ferner gab er mehrere Jahre die Planters Gazette heraus. Gouverneur Fitzpatrick ernannte ihn dann 1842 zu einem Kommissar, der einen Ausgleich gegenüber der Bundesregierung für das Geld verschaffen sollte, dass während des Indianerkrieges von 1836 ihr vorgeschossen wurde. Belser wurde in den 28. US-Kongress gewählt, wo er vom 4. März 1843 bis zum 3. März 1845 tätig war. Er lehnte 1844 eine erneute Kandidatur für den US-Kongress ab. Danach nahm er wieder seine Tätigkeit als Anwalt in Montgomery auf. Belser stand 1848 der Whig Party nah. Er wurde 1853 und 1857 wieder in das Repräsentantenhaus von Alabama gewählt.
James Edwin Belser verstarb 1859 in Montgomery und wurde dort auf dem Oakwood Cemetery beigesetzt.